# Polonia hadisegély
A „Polonia” hadisegély magyar diplomáciai és katonai akció volt az 1919 és 1921 között zajló lengyel–szovjet háború idején, amelynek során Magyarországon keresztül, illetve Magyarországtól jelentős mennyiségű lőszert, fegyvert és egyéb hadi felszerelést kapott vasúton Lengyelország. A műveleteknek nem volt hivatalos elnevezése, a „Polonia” a szállításoknál használt egyes vasúti szerelvényeknek volt a neve.
Az akció ötletadója Taróczy Nándor bécsi magyar hírszerző volt. A művelet első szakaszában azt kellett biztosítani, hogy a lengyelekkel ellenséges Csehszlovákia megkerülésével osztrák, francia, olasz, angol és magyar hadi szállítmányok juthassanak el Lengyelországba. Második szakaszában a munkás- és kommunista mozgalmak ellenséges fellépése miatt a lőszerszállítás megszűnt, így kizárólag magyar lőszer kerülhetett a harcoló lengyelekhez.
A hadisegély által a Második Lengyel Köztársaság képes volt megőrizni a nem sokkal előbb kiharcolt önálló államiságát és területi épségét Szovjet-Oroszországgal és az európai kommunista mozgalmakkal szemben. Képes volt megakadályozni azt is, hogy a Vörös Hadsereg később elfoglalja Berlint és Bécset is.

## Előzmények

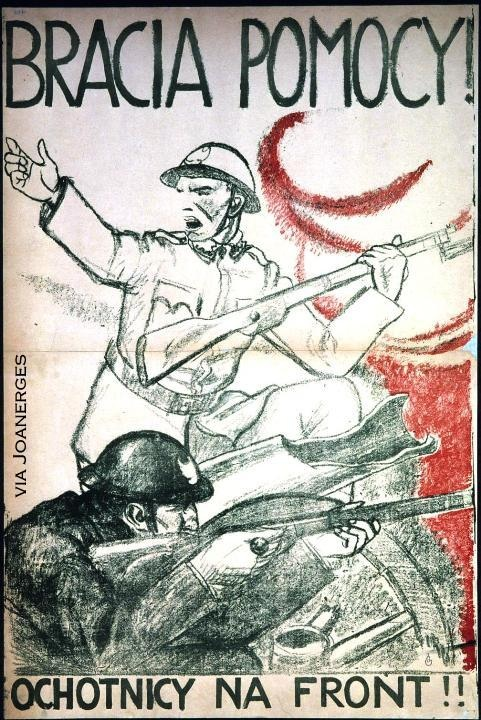
Segítsetek, testvérek! Lengyel propagandaplakát

1919 folyamán Lengyelország és Szovjet-Oroszország között katonai összetűzésekre került sor, ami fokozatosan a lengyel–bosevik háborúba torkolt. Ennek során a lengyelek újabb önvédelmi harcot folytattak a Lengyelország felosztása során 123 évre elvesztett, de az I. világháborúval visszaszerzett függetlenségükért. A szovjet-oroszok egyik célja a lengyel területek újbóli elfoglalása volt, másik célja pedig Berlin, majd Magyarországon keresztül Bécs elfoglalása annak érdekében, hogy közvetlen kapcsolatot építsenek ki az európai kommunista központok között. 
Magyarország egyszerre akart segítséget nyújtani Lengyelországnak, közreműködni a szovjet-orosz terjeszkedés megállításában, továbbá később a trianoni békeszerződés felülvizsgálatát kérni a lengyeleknek nyújtott segítségre hivatkozva. Utóbbi érdekében titkos tárgyalások is folytak a franciákkal Párizsban. A világháborúban vesztes, Trianon által már megcsonkított ország kezdetben 30 000 magyar katonát, önkénteseket és nagy mennyiségű hadisegélyt kívánt biztosítani a lengyeleknek.
Franciaország azzal a feltétellel egyezett bele a magyar segítségnyújtásba, ha a csehek engedélyezik a területükön való áthaladást. Ez Csehszlovákiának nem volt érdeke, mivel mind Magyarországgal, mind Lengyelországgal szemben jelentős területi követelései voltak. Alappal feltételezte, hogy Lengyelország elbukik, és nem csak az 1919-es csehszlovák–lengyel háború során már megszerzett területeket tarthatja meg, de újabbakat is szerezhet. A vitás területek lengyel Sziléziában (Teschen), a volt Árva vármegyében és a Szepességben feküdtek.
Az 1918-ban függetlenné vált Lengyelországban csak 1920 tavaszán indult meg a lőszergyártás, a kapacitás azonban nem volt számottevő. Az ország külső segítségre szorult, ennek hiányában pedig mindenféle hadianyagban jelentős hiányt szenvedett. Csehszlovákia a segélyszállítást kezdetben akadályozta, majd végképp ellehetetlenítette. Tervei szerint úgy is gyengíteni akarta Lengyelországot és Magyarországot, hogy 1920 nyarán Kárpátalját is felajánlotta a bolsevik Szovjet-Oroszországnak.[forrás?] A cseh-orosz korridor egyszerre szakította volna el Lengyelországot Galíciától és Magyarországtól.
1920. április 25-én Kelet-Galíciában a lengyel hadsereg offenzívába kezdett, célja Ukrajna volt. Május 7-én bevonult Kijevbe, amit a szovjet-oroszok harc nélkül átengedtek. Hamarosan azonban ellentámadás kezdődött, és a lengyelek szintén harc nélkül hagyták el a várost, utána pedig a Litvániáig terjedő frontvonal teljes hosszában hátrálni kezdtek. 1920 nyarára a fölényben lévő szovjet-orosz Vörös Hadsereg Varsóig nyomult előre. Létszáma 188 000 fő volt, a lengyeleké 122 000. A lengyel lőszerhiány mértékét jelzi, hogy mindössze 7 db töltény jutott átlagosan egy katonára. A szovjet katonai vezetés tisztában volt mindezzel, és augusztus 12-ére időzítette Varsó bevételét. Egy  augusztus 6-án kelt magyar katonai jelentés azt rögzítette, hogy német körök szerint Lengyelország elveszettnek tekinthető, támogatását felesleges áldozatnak tekintik.

## Az akció
Taróczy Nándor magyar katonatiszt és hírszerző 1919-től Bécsben teljesített szolgálatot. Munkája során bizalmas viszonyt alakított ki ott dolgozó lengyelekkel, többek között Emil Prochaska (1877–1925) lengyel katonai attaséval, Edward Pöschek (1864-1929) dandártábornokkal és Jerzy Paweł Oleksiński főhadnaggyal. A munkakapcsolat olyannyira elmélyült, hogy a nálánál kisebb diplomáciai és hírszerzői tapasztalattal rendelkező lengyelek számára tényleges szervezői munkát is végzett. Cserébe hírszerzési anyagokat kapott Varsótól, amelyeket lefordítva Budapestre továbbított.

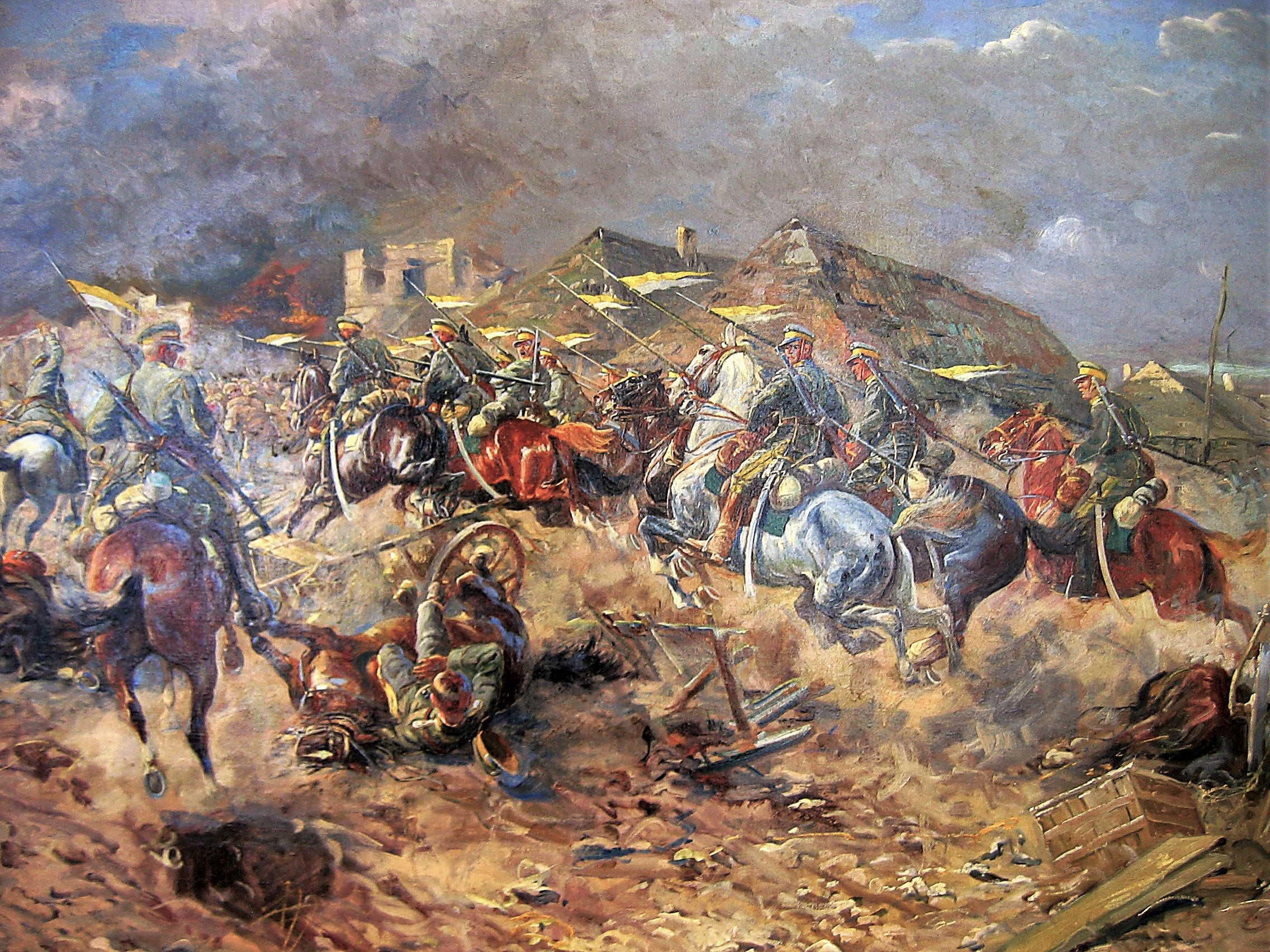
A slutski csata 1919-ben. Lengyel ulánusok ütnek rá bolsevik csapatokra.

1919-ben általános volt, hogy Csehszlovákia a Franciaországból, Olaszországból, Ausztriából és Magyarországról származó szállítmányokat feltartóztatta, és csak a Prágában működő francia és amerikai diplomaták intervenciójára engedte tovább Lengyelország felé. Taróczy a lengyelekkel való együttműködés során folyamatosan értesült a lengyel erőket sújtó hiányról és a cseh eljárásról. 1919. szeptember 17-én például francia tiszt parancsnoksága alatt 26 vagonnyi fegyverzet-szállítmány indult Krakkóba, de ezt Hulínban feltartóztatták és Prágába irányították. A szerelvényt csak két nappal később, francia közbelépésre engedték tovább. Szeptember 22-én egy 23 vagonból álló olasz segély indult. Ez is Prágában kötött ki, s csak olasz és lengyel tiltakozás hatására engedték tovább.
1920 márciusában a lengyel kormány lépéseket tett a román kormánynál annak érdekében, hogy a MÁV 500 tonna lengyel szénhez jusson Románián keresztül. Ennek célja az volt, hogy a szintén hiánnyal küzdő Magyarország képes legyen segítséget nyújtani neki.
1920 áprilisában leégett a hirtenbergi karabélylőszergyár, az Otto Eberhardt Patronenfabrik, és az ottani tartalékok is elpusztultak. Lengyel feltevések szerint a tűzvészt osztrák kommunisták okozták azért, hogy így segítsék Szovjet-Oroszországot a lengyelek ellen vívott háborújukban. A tűz egyik következménye az volt, hogy a lőszergyár-tulajdonosok beszüntették a nyilvános ajánlatadást, és kizárólag közvetítőkön keresztül adtak el hadianyagot Lengyelországnak. A lengyelek a szünetelő osztrák szállításokat Franciaországból, Olaszországból és Angliából igyekeztek pótolni.
Taróczy 1920 júniusának elején javasolta Pöschek dandártábornoknak, hogy a lengyel kormány kérje a magyar kormánytól hivatalosan, engedélyezze a szerelvények kerülő úton, magyar területen való áthaladását. Segített Oleksińskinak a javaslat sifrírozásában, majd a még aznap Varsóból megérkező kérelmet továbbította Budapestre Sztojákovics (később: Sztójay Döme) hírszerző tisztnek. Az akció tényleges megszervezésében nem vett részt, azt főképp diplomáciai úton bonyolították.
Június 9-én a magyar, 10-én a román féllel kötött szállítási egyezményt a lengyel fél, s a szállítások azonnal megkezdődtek. A magyar kormány ellentételezés nélkül vállalta a külföldi szállítmányok átengedését az országon. Június 10. és 22. között folyamatosan mentek a „Polonia” nevű szerelvények. A magyar fél Ebenfurtban vette át azokat, és a Győr–Budapest–Nagyvárad–Felvinc–Csíkszereda–Agind útvonalon továbbította Csernovicbe. 42 millió osztrák gyalogsági lőszer került Lengyelországba, amelyeket a hirtenbergi gyárban állítottak elő, valamint 100 hadfelszerelést szállító francia vasúti szerelvény.
Júliustól megváltozott Csehszlovákia magatartása, már semmilyen Lengyelországnak szánt szállítmányt nem engedett be a területére. A hónap elejétől az osztrák munkástanácsok sem engedtek ki fegyverszállítmányokat az amszterdami székhelyű Szakszervezetek Nemzetközi Föderációja bojkottja miatt. Ennek hátterében az állt, hogy a Komintern elhitette a nyugati munkásszervezetekkel, hogy Szovjet-Oroszország Lengyelországban az ő érdekükért is harcol. Július 2-án 15 vasúti szerelvény, 175 vagon várta a sorsát Ausztriában. A lengyelek szénnel, csúszópénzzel, élelmiszerrel próbálták elérni, hogy az osztrákok engedjék tovább a segélyt. Csak egyetlen szerelvény sorsa ismert. Július 15-én egy szállítmány Jugoszlávián és Szegeden keresztül jutott el Lengyelországba. Ebben az időben már bojkottot hirdettek Lengyelország ellen az angol és a danzigi dokkmunkások, Németország és a belga kormány is, amelyik megtiltotta, hogy élelmiszert szállítsanak a lengyeleknek. Varsó így jórészt csak Budapestre számíthatott.
Az osztrák kormány a segélyszállítmányokat kezdetben nem akadályozta, mivel élelmiszert kapott Lengyelországtól. Július 5-én azonban hadifogoly-egyezményt kötött Koppenhágában a szovjet-orosz kormánnyal. Ebben vállalta semlegességét az Oroszországnak más államokkal viselt háborúiban, ehhez kapcsolódva pedig, hogy nem gyárt, illetve a területén nem enged át Oroszország ellenségeinek hadianyagot. Július 21-én az osztrák Államtanács megtiltotta a hadisegélyek szállítását, válaszul augusztus 15-én a lengyelek az élelmiszer-szállítást tiltották meg. A gyakorlatban azonban az osztrák kormány kevés intézkedést hozott a tiltás érvényesülése érdekében, kivéve, ha tényleges lőszerszállítást jelentettek neki. A vasúti berakodásokat a munkástanácsok folyamatosan figyelték.

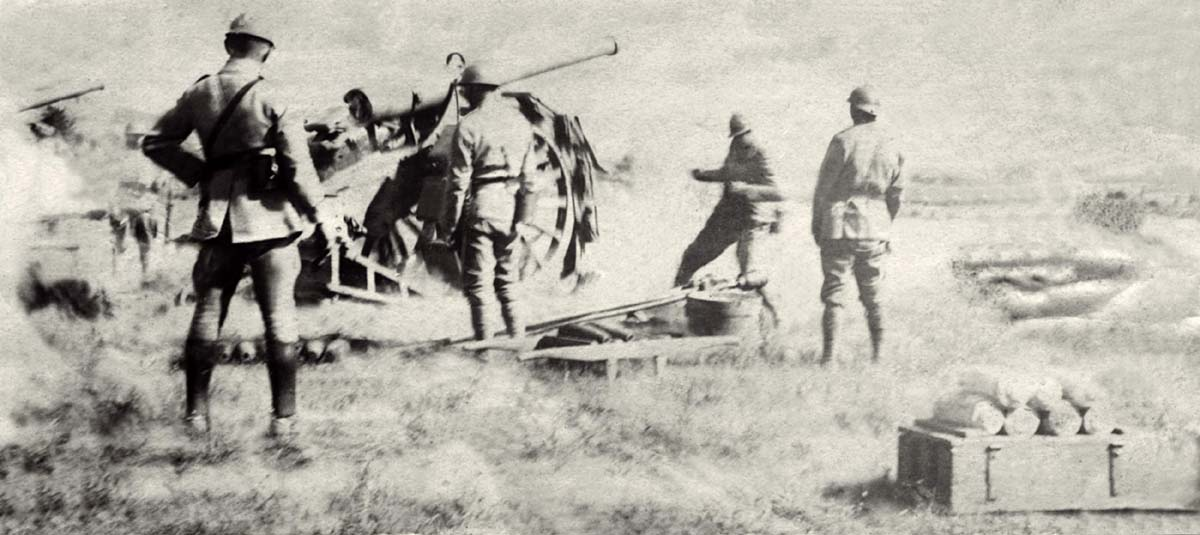
Varsó védelme. Harc 120 mm-es ágyúval

1920. július 30-án a II. Internacionálé bojkottot hirdetett Magyarország ellen is a fehérterrorra hivatkozva. Az osztrák marxisták nyomására a vasutasok nem engedtek kiszállítani egyetlen lőszerszállítmányt sem Lengyelország felé. Tarnóczy ekkor felkereste Armana olasz ezredest, aki a lőszerügyeket felügyelte a likvidáló volt osztrák-magyar hadügyminisztériumban az Antant részéről, majd az ő tanácsára Ottokar Pflug vezérkari ezredest is. Később az olasz tiszt ígéretet tett, hogy megtéveszti a munkástanácsokat. Ezt követően augusztus 10. és 17. között magáncégek segítségével sikerült kijuttatni egy 34 vagonból álló hadi szállítmányt, amelyben viszont lőszer nem volt.
1920. augusztus elején a lengyelek kétségbeejtő helyzetében készültségbe helyezték a Magyar Királyi Honvédséget, mert tartani lehetett attól, hogy a Varsót elfoglaló szovjet-orosz hadsereg Budapest és Bécs felé indul tovább folytatni a támadást. Lőszer tekintetében Lengyelország ekkor már csak Magyarországra számíthatott. A csepeli Weiss Manfréd Művekben készült utolsó szállítmány, amely 22 millió gyalogsági lőszert tartalmazott, augusztus 12-én érkezett Varsó alá, Skierniewicébe, közvetlenül a frontra. A 80 vagonnyi lőszert a fővárosért vívott ütközetekben használták fel.
Augusztus 15-én a lengyelek ellentámadást indítottak. Néhány nap alatt felszabadították Varsó környékét, majd októberre egész Lengyelországot. A köznyelv és a történetírás azóta „visztulai csodaként” (lengyelül: Cud nad Wisłą) emlegeti a győztes varsói csatát.
1929-ben Horthy Miklós Fehér Sas-rendet, 1936-ban Sztójay Döme volt hírszerző tiszt, ekkor már miniszterelnök pedig Lengyelország Újjászületése érdemrend (Order Odrodzenia Polski) 2. osztály kitüntetést kapott a lengyelektől. A kitüntetési előterjesztések elvesztek, de feltételezhető, hogy a hadisegéllyel kapcsolatos munkájukért is kapták az elismerést.
Az 1920-as, 1930-as években Marian Zdziechowski lengyel filozófus és nyelvész több írásában is foglalkozott Magyarországnak a lőszerszállítások terén játszott szerepével.

## Magyar és magyarországi szállítások
- 1919-1920 folyamán 78 millió db gyalogsági lőszer, amit Csepelen a Weiss Manfréd-gyárban készítettek.
- 1919. március 19-én 20 millió Mannlicher gyalogsági lőszer, 10 000 db 8 cm-es srapnelgránát, 10 000 db 10 cm-es gránát srapnel, 200 db főzőkonyha, 300 db főzőláda és 40 db sütőkemence.
- 1920-ban 45 millió Mannlicher gyalogsági töltény, 13 millió Mauser töltény, 600 000 Mannlicher tölténytár, 240 db főzőkonyha, 200 db főzőláda, 80 db sütőkemence és 40 millió Mauserhez csappantyú. (A szállítás megszervezésében nagy szerepe volt Divéky Adorján történésznek, aki 1917 óta Varsóban élt és dolgozott.)
- 1920. június első harmadában legkevesebb 42 millió db Ausztriában gyártott gyalogsági lőszer átszállítása Magyarországon és Románián keresztül.
- 1920-ban Franciaországból Magyarországon keresztül 400 vagonnyi lőszer átszállítása.

## Emléktábla Varsóban és Budapesten
Schmitt Pál magyar és Bronisław Komorowski lengyel államfő 2011. március 22-én emléktáblát avatott Varsóban a lőszersegély emlékére. A találkozó kis híján botrányba fulladt, mivel a lengyel fél az orosz érzékenységre hivatkozva az utolsó pillanatban – Schmitt érkezése előtt egy nappal – le kívánta mondani a programot. Végül győzött az az érv, hogy ha a táblaavatás elmarad, akkor a magyar sajtó tudomására hozzák ennek tényét.
Az emléktábla magyar felirata:
TISZTELETTEL

ADÓZVA A MAGYAR NEMZETNEK,

AMELY BARÁTI SEGÍTSÉGET NYÚJTOTT

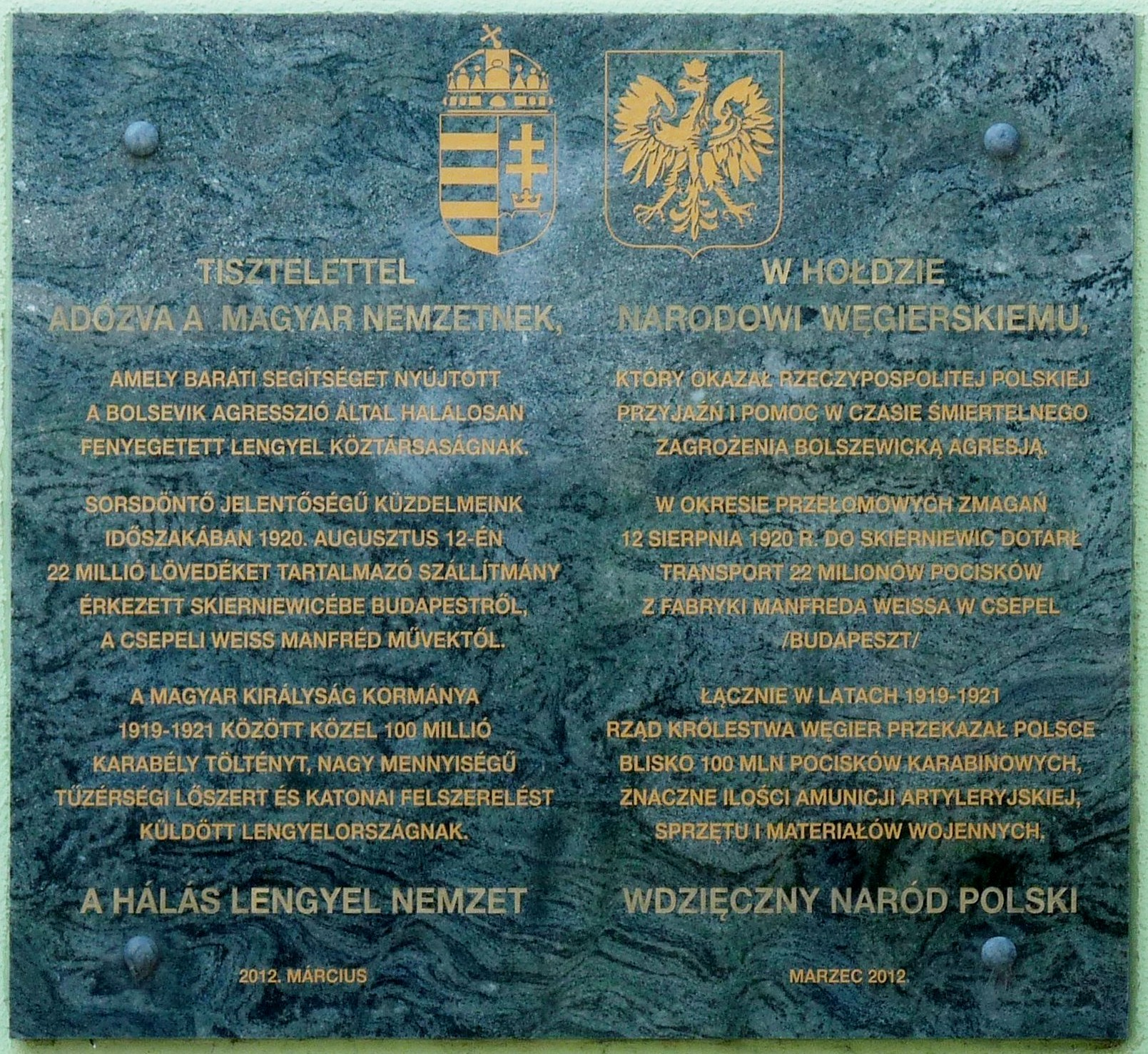
Magyar segítség Lengyelországnak.
Bp., Szent Imre tér 10.

A BOLSEVIK AGRESSZIÓ ÁLTAL HALÁLOSAN

FENYEGETETT LENGYEL KÖZTÁRSASÁGNAK.

SORSDÖNTŐ JELENTŐSÉGŰ KÜZDELMEINK

IDŐSZAKÁBAN 1920. AUGUSZTUS 12-ÉN

22 MILLIÓ LÖVEDÉKET TARTALMAZÓ SZÁLLÍTMÁNY

ÉRKEZETT SKIERNIEWICÉBE BUDAPESTRŐL,

A CSEPELI WEISS MANFRÉD MŰVEKTŐL.

A MAGYAR KIRÁLYSÁG KORMÁNYA

1919-1921 KÖZÖTT KÖZEL 100 MILLIÓ

KARABÉLY TÖLTÉNYT, NAGY MENNYISÉGŰ

TÜZÉRSÉGI LŐSZERT ÉS KATONAI FELSZERELÉST

KÜLDÖTT LENGYELORSZÁGNAK.

Az emléktábla másolatát később elhelyezték Budapesten, a XXI. kerület Szent Imre tér 10. alatt, ahol a lőszergyár volt.